# Шейме, Нина
Нина Шейме (норв. Nina Skeime; род. 21 мая 1962 года) — норвежская лыжница, призёрка чемпионатов мира.
В Кубке мира Шейме дебютировала в 1982 году, тогда же впервые попала в десятку лучших на этапе Кубка мира. Всего имеет на своём счету 9 попаданий в десятку лучших на этапах Кубка мира. Лучшим достижением Шейме в общем итоговом зачёте Кубка мира является 16-е место в сезоне 1986/87.
За свою карьеру принимала участие в двух чемпионатах мира, на которых завоевала одну серебряную и одну бронзовую медали, обе в эстафетных гонках, в личных гонках не поднималась выше 6-го места.